# Bemetara
Bemetara ist eine Stadt im indischen Bundesstaat Chhattisgarh.
Die Stadt ist Hauptort des Distrikts Bemetara. Bemetara hat den Status eines Municipal Council. Die Stadt ist in 18 Wards gegliedert. Sie hatte am Stichtag der Volkszählung 2011 28.536 Einwohner, von denen 14.280 Männer und 14.256 Frauen waren. Die Alphabetisierungsrate lag 2011 bei 81,0 % und damit über dem nationalen Durchschnitt. Hindus bilden mit einem Anteil von ca. 82 % die Mehrheit der Bevölkerung in der Stadt. Muslime bilden mit einem Anteil von ca. 4 % eine Minderheit.